# 鹿児島県道38号串木野港線
鹿児島県道38号串木野港線（かごしまけんどう38ごう くしきのこうせん）は、鹿児島県いちき串木野市を通る県道（主要地方道）である。

## 概要
鹿児島県いちき串木野市の串木野港（長崎鼻公園）から国道3号（串木野駅前交差点）を結ぶ。

### 路線データ
- 起点 : 鹿児島県いちき串木野市新生町（長崎鼻公園）
- 終点 : 鹿児島県いちき串木野市曙町（串木野駅前交差点、国道3号交点、鹿児島県道310号串木野停車場線終点）
- 陸上距離 : 2.393 km[1]

## 歴史
- 1954年（昭和29年）4月1日 - 主要地方道として認定[2]。
- 1993年（平成5年）5月11日 - 建設省から、県道串木野港線が串木野港線として主要地方道に指定される[3]。

## 地理

### 通過する自治体
- いちき串木野市

### 交差する道路
| 交差する道路                          | 交差する場所 | 交差する場所            |
| ------------------------------------- | ------------ | ----------------------- |
| 鹿児島県道43号川内串木野線            | 京町         |                         |
| 国道3号 鹿児島県道310号串木野停車場線 | 曙町         | 串木野駅前交差点 / 終点 |

### 沿線
- JR九州鹿児島本線 串木野駅
- 鹿児島県立串木野高等学校